# Брашовський тролейбус
Брашовський тролейбус — тролейбусна мережа в місті Брашов у Румунії. 

## Історія
Ще в 1940-х роках існували плани з'єднати тролейбусом залізничний вокзал із центром міста та промисловими районами на сході. У 1943 році з Чернівців привезли кілька тролейбусів, але вони не використовувалися. 1 травня 1959 року була відкрита лінія 1 (Пе Точіле–Центр–вокзал Веке) протяжністю 5 км, на якій працювало 18 тролейбусів. До революції 1989 року мережа сягала 32,1 км, а потім була поступово скорочена до 18,2 км у листопаді 2017 року.
Після закриття трамвайного руху в 2006 році транспортна компанія також розглядала можливість відмовитися від тролейбусів через вищу вартість будівництва та обслуговування мережі, ніж дизельні автобуси. Проте у 2015 році було прийнято техніко-економічне обґрунтування проекту, який передбачає добудову електротранспорту тролейбусами шляхом закупівлі 40 електробусів.
Починаючи з травня 2020 року, поступово було введено в обіг 26 тролейбусів Solaris Trollino 18Š з електрообладнанням від Škoda, які були розподілені на лініях 1, 2, 6 і 31, а з грудня 2021 року ще 25 тролейбусів Solaris Trollino. 18M з обладнанням Medcom введено в експлуатацію на лініях 7, 8, 3, 10 і 33.

## Лінії
- 1: Livada Poștei - Triaj
- 2: Livada Poștei - Rulmentul
- 3: Stadionul Tineretului - Valea Cetății
- 6: Livada Poștei - Saturn
- 7: Rulmentul - Roman S.A.
- 8: Rulmentul - Saturn
- 10: Triaj - Valea Cetății
- 31: Valea Cetății - Livada Poștei
- 33: Valea Cetății - Roman S.A.

## Рухомий склад
- Renault ER100H
- Solaris Trollino 18